# Peba-Yagua
Peba-Yagua (Peban), malena porodica indijanskih plemena i jezika iz zapadnog bazena Amazone, čiji je danas jedini živi predstavnik, yagua, jezik istoimenog plemena iz peruanskog departmana Loreto, na rio Marañón. 
Jezici ostalih plemena su nestali, a predstavnici su:Yagua, koji sami sebe zovu Nihamwo (=ljudi); Yameo;  Peba s río Chichita; i Masamae s río Mazán.

## Jezici
Jezici su: yagua [yad] i yameo [yme] (Peru). peba, masamae. Rivet porodicu dijeli na dvije grane, u jednoj je peba i yagua, i u drugoj yameo.

## Vanjske poveznice
- Ethnologue (14th)
- Ethnologue (15th)
- Peba-Yagua  Arhivirana inačica izvorne stranice od 28. studenoga 2008. (Wayback Machine)
- Tree for Peba-Yaguan  Arhivirana inačica izvorne stranice od 26. listopada 2008. (Wayback Machine)